# Heimdalsgaldern
Heimdalsgaldern (fvn Heimdallargaldr eller Heimdalargaldr) var namnet på en nu förlorad mytologisk dikt om guden Heimdall, vilken omtalas av Snorre Sturlasson i Gylfaginning (kapitel 27) och i Skáldskaparmál (kapitel 8). Dikten tycks ha varit författad i jag-form, det vill säga det var ”guden själv” som talade, men endast två rader av kvädet har bevarats. I dessa påstår ”Heimdall” att han föddes av nio mödrar som alla var systrar. En annan lika gåtfull uppgift, som enligt Snorre också kommer från detta kväde, är att Heimdall blev genomborrad av ett manshuvud, och att hans eget huvud kallas ”svärd”.
Utöver detta vet vi ingenting om Heimdalsgalderns innehåll. Det har antagits att diktens versmått har varit galdralag, som var förbehållet magiska kväden.

## Källtexterna

### UrGylfaginning27
| Och han [Heimdall] säger själv i Heimdalsgaldern: “Nio mödrars barn är jag, nio systrars son är jag.” | Ok enn segir hann sjálfr í Heimdalargaldri: “Níu em ek mœðra mǫgr, níu em ek systra sonr.” |  |

### UrSkáldskaparmál8
| Svärdet kallas Heimdals huvud: det berättas att han blev genomborrad av ett manshuvud. Heimdalsgaldern diktades om honom och sedan dess kallas huvudet för Heimdals ödesgivare; mannens ödesgivare är ett namn för svärdet. | Heimdalls huvud heter svärd: det är sagt att han var slagen igenom med ett manshuvud. Därom kvädes i Heimdallargaldern, och sedan kallas huvudet för Heimdalls dödsöde (slutmått) – ty svärd heter “mannens mått”. | Heimdalar hǫfuð heitir sverð; svá er sagt at hann var lostinn manns hǫfði í gǫgnum. Um hann er kveðit í Heimdalargaldri, ok er síðan kallat hǫfuð mjǫtuðr Heimdalar; sverð heitir manns mjǫtuðr. |  |

Ett nyckelord i texten är mjǫtuðr, vilket kan betyda ”det uppmätta”, ”(ödets) mål”, ”dödsöde” eller ”bane”.

## Tolkningar
De som oftast har pekats ut som Heimdalls mödrar är de nio jättemör (jǫtna meyjar) som namnges i Hyndluljóð 37. Dessa har man ibland velat identifiera med de nio jättevågor som kallas ”Ägirs döttrar” – men deras namn finns i två nästan identiska uppräkningar i Skáldskaparmál, kapitlen 25 och 61, och skiljer sig helt från namnlistan i Hyndluljóð. Också andra kvinnokollektiv har nämnts i detta sammanhang, till exempel Njords nio döttrar och Menglöds nio tärnor (som dock kanske var tio). Gro Steinsland gissar att Heimdalls mödrar kan ha varit de nio urtidsmakter som omtalas i Vǫluspá 2 – men deras namn nämns inte. Det är inte heller klart vad som menas med att Heimdall hade nio mödrar.
Lika gåtfullt är det varför Heimdalls huvud kallas svärd. Dog Heimdall då han genomborrades av huvudet, och hur kan han i så fall fortfarande agera i ”det mytologiska nuet”, frågar sig mytforskaren John Lindow. Kanske hade han nio liv – ett för varje moder.
Anne Holtsmark föreslog att dikten om Heimdall inte har handlat om en abstrakt gud utan om ett konkret kultföremål – en gudastötta försedd med ett manshuvud. ”Om man helt konkret tänker sig Heimdal som gränsvakt eller brovakt, ett uppsatt märke eller ett uppbyggt stenröse med ett ’manshuvud’ på toppen, är det möjligt att se myterna om Heimdal som diktning omkring en sådan symbol.”
Men exakt hur de bevarade resterna av Heimdalsgaldern skall tolkas är fortfarande en olöst gåta.